# Schärfe (Fotografie)
Die Unterscheidbarkeit von Details in einem Bild wird Schärfe genannt. Schärfe ist bei der technischen Umsetzung der Fotografie ein wichtiges Ziel.
- Ist Schärfe physikalisch vorhanden, spricht man von Schärfe.
- Ist Schärfe nur dem Anschein nach vorhanden, spricht man von Schärfeeindruck.

In der Alltagsfotografie spielt Schärfe nur eine zweitrangige Rolle, dominierend bei der Qualitätsbeurteilung eines Fotos ist immer der Schärfeeindruck.

## Schärfe
Können viele Details unterschieden werden, verfügt ein Bild über hohe Schärfe. Unterschiede zwischen Details können bei der Helligkeit, dem Farbton und der Farbintensität wahrgenommen werden.
- Im Alltag vermischt sich der Begriff Schärfe oft mit dem Begriff Auflösung (feines Korn oder hohe Pixelzahl = hohe Schärfe). Die Auflösung ist aber nur einer von sehr vielen Faktoren, die die Schärfe beeinflussen.

Schärfemuster 1: Bilddetails können auf verschiedene Arten unterschieden werden.

Die Qualität wird in der Fotografie auf drei Arten bewertet:

### Das klassische Zählmaß
Es wird die Menge der Linien gezählt, die noch unterscheidbar sind. Als Ergebnis entsteht ein Zahlenwert. Mit dieser Methode werden oft Objektive, Drucker, Kameras und andere technische Geräte bewertet.

Schärfemuster 2: Hier ist ein Ausschnitt aus dem Testbild Siemensstern sichtbar.

Ein Beispiel: Im Schärfemuster 2 ist eine kleiner werdende Schrift dargestellt. Wird diese Schrift mit der kleinen Schrift eines Druckerzeugnisses verglichen, so ist die kleinste Schrift auf dem Druckerzeugnis schärfer zu erkennen. Trotzdem wird das Monitorbild auch als scharf empfunden, weil Monitore selbst leuchten. Dadurch entsteht ein hoher Kontrastumfang, der wiederum einen hohen Schärfeeindruck entstehen lässt.

### Die künstlerische Bildaussage
In der Kunst ist Schärfe ein besonderes Kontrastmittel. Erst durch den Unterschied zwischen scharf und unscharf werden die zusätzlichen Bildinformationen übertragen.
Ästhetisch betrachtet kann in einem Bild weniger Schärfe (= weniger Details) zu sehen sein, trotzdem kann dieses Bild mehr Informationen transportieren.

Schärfemuster 3: Das linke Bild enthält mehr Schärfe (Haare) – trotzdem liefert das rechte Bild andere Bildinformationen (die Haare wehen).

### Der subjektive Schärfeeindruck
Diese Schärfebewertung dominiert unsere tägliche Sehgewohnheit. Abhängig von den konkreten Umständen (Medienauflösung, Bildgröße, Betrachtungsabstand und -zeit, Bildaussage und eigene Erwartung) entsteht ein individuelles Schärfemaß.

Schärfemuster 4: In der Mitte sind zwei Versionen eines Gesichtes zu sehen. Die meisten Betrachter bezeichnen das rechte Foto als schärfer (weil kontrastreicher).
In den Vergrößerungen (außen) ist deutlich zu erkennen, dass das linke Bild mehr Schärfe enthält. Schärfe und Schärfeeindruck sind zwei verschiedene Dinge.

Diese Art der Schärfebeurteilung wird von sehr vielen subjektiven Dingen beeinflusst – daher auch der Name subjektiver Schärfeeindruck.
| Sortierung        | Einflussfaktor     | Details, Beispiele |
| ----------------- | ------------------ | --- |
| Aufnahmebedingung | Licht              | Helligkeit, Farbe, Richtung |
| Aufnahmebedingung | Entfernung         | Störungen in der Luft, Brennweite, Schärfentiefe, Entfernungsmessung…                                                             |
| Aufnahmebedingung | Bewegung           | Kamera, Motiv (Verwacklungsunschärfe, Bewegungsunschärfe, …)                                                                      |
| Aufnahmebedingung | Wetter             | Digitale Alltagskameras haben oft einen idealen Arbeitsbereich bis 40 Grad Celsius – darüber werden verstärkt Artefakte gebildet. |
| Aufnahmetechnik   | Linsensystem       | Qualität, Aufbau |
| Aufnahmetechnik   | Auflösung          | Filmkorn, Pixelmenge (physikalische Menge)                                                                                        |
| Aufnahmetechnik   | Steuerung          | Mechanik, Elektrik |
| Aufnahmetechnik   | Bildspeicher       | Filmqualität, Dateiformat, … |
| Aufnahmetechnik   | Zubehör            | Bildstabilisator, Stativ, … |
| Motiv             | Detailunterschiede | Kontrast, Helligkeit, Farbe, … |
| Motiv             | Struktur           | Moiré, … |
| Entwicklung       | Fixierung          | chemische Entwicklung, Manipulation durch die Kamerasoftware                                                                      |
| Entwicklung       | Optimierung        | Unscharfmaskierung, … |
| Entwicklung       | Transfer           | Ausbelichtung, Druck, … |
| Beurteilung       | Das richtige Maß   | s. a. Schärfemuster 5 und 6: Wann ist ein Detail scharf?                                                                          |
| Beurteilung       | Art und Umstand    | Bildprojektion, Druck, Raumlicht, …                                                                                               |

### Kantenschärfe
In der Optik, Fotografie und Kinematografie wird damit ein spezielles Kriterium bezeichnet, das sich an Kanten beobachten lässt. Je abrupter dabei die Übergänge von Dunkel zu Hell sind, desto schärfer ist die Abbildung. Das Ausmaß der Kantendarstellung wird in der Fotografie als Akutanz bezeichnet.
In der Theorie der Optik heißt es dazu: Ein unendlich kleines Loch in der Camera Obscura lässt ein unendlich scharfes (ohne Berücksichtigung der Beugungseffekte), aber auch unendlich dunkles Bild entstehen. Wenn man das Loch endlich groß macht, wird das Bild heller, aber auch weniger scharf.

### Messverfahren
Neben geeigneten technischen Geräten wie z. B. einem Entfernungsmesser (Kamera) sind bei der Messung von Schärfe drei Methoden wichtig:

#### Die Referenz
Es werden mehrere Ausschnitte aus dem Bild miteinander verglichen. Einer dieser Ausschnitte wird als Referenz gewählt.

Schärfemuster 5: Verschiedene Ausschnitte desselben Fotos. Der mittlere Ausschnitt ist von Artefakten überlagert (Moiré).
Würde dieses Bild als Referenz benutzt, wäre das Ergebnis verfälscht.

#### Definierte Randbedingungen
Schärfe wird von sehr vielen Faktoren beeinflusst. Da Schärfemessung ein vergleichbares Ergebnis liefern soll, müssen die Randbedingungen festgelegt werden. Als Ergebnis entsteht ein Zahlenwert. Diese idealisierten Bedingungen haben den Nachteil, dass sie in der Alltagsfotografie ohne großen Nutzen sind, denn hier ändert sich ständig irgendetwas – selten herrschen ideale Bedingungen. Die Änderung einer wesentlichen Bedingung, beispielsweise der Temperatur, macht den ermittelten Zahlenwert oft unbrauchbar.

#### Messmethode
Bei der gewählten Messmethode ist die Messgenauigkeit anzugeben. Daraus lässt sich dann zum Beispiel ableiten, bis zu welcher Vergrößerung eine Empfehlung erfolgen kann.

Schärfemuster 6: Der Ausschnitt eines Siemenssterns mit je einer digitalen und einer analogen Spiegelreflexkamera reproduziert.
- Bei der Vergrößerung zeigt sich das typische Schärfebild eines Sensors (Mitte) und eines Kleinbildfilms (rechts).
- Auf welche Art werden Bilddetails besser reproduziert?

Schärfemessung benötigt immer einen Vergleich. Die Schärfe der oberen Bilder kann auf verschiedene Arten verglichen werden:
- Sichtbarkeit von Störungen (Körnung) = Unschärfe (damit wäre der Film der Verlierer)
- Hoher Kontrast an der Kantengrenze = Schärfe (damit wäre der Film der Gewinner)

## Schärfeeindruck

Schärfemuster 8: Linkes Foto: Tintenstrahldrucker verstärken den Schärfeeindruck durch das Hinzufügen von Schwarz.
Rechtes Foto: Nach der Aufhellung des linken Fotos sieht man deutlich die mangelhafte Qualität von Tintenstrahldruckern.

Zu unterscheiden ist zwischen tatsächlicher (physikalisch vorhandener) Schärfe und dem Anschein von Schärfe, verursacht durch die subjektive Wahrnehmung des Menschen. Bei letzterem spricht man vom Schärfeeindruck.
Mithilfe des Schärfeeindrucks kann die Schärfe von Fotografien verändert werden. Die Techniken, den Schärfeeindruck zu beeinflussen, werden unter dem Begriff Bildoptimierung zusammengefasst.

Schärfemuster 7: Mittels Pinselretusche kann der subjektive Schärfeeindruck verbessert werden.

Die Technik, den subjektiven Schärfeeindruck eines Bildes verändern zu können, ist bereits aus der Malerei bekannt. Mittels feiner Pinsel und spezieller Farbe wurden die für den Schärfeeindruck wichtigen Bilddetails (meist Augen und Konturen) zart nachgezeichnet. Diese Methode war so erfolgreich, dass sie bis Ende des 20. Jahrhunderts auch von den meisten Profifotografen benutzt wurde. Auch heute lassen sich mit der entsprechenden Software Bilder so retuschieren, dass sich ihr Schärfeeindruck verbessert.
Die zweite, ebenfalls sehr alte Methode ist die der Kontrastveränderung. Mittels verschiedener Entwicklerchemie und Papiersorten sowie gezieltem Nachbelichten konnte der Kontrast global im gesamten Bild manipuliert werden.
In der zweiten Hälfte des 20. Jahrhunderts erhielt die Kontrastveränderung einen entscheidenden Qualitätssprung: die Unscharfmaskierung (dabei wird der Kontrast nur lokal an den Kanten innerhalb eines Bildes verstärkt). Beide Techniken konnten sich erfolgreich im digitalen Fotozeitalter behaupten.
Mit Beginn der 1990er Jahre wurde (sehr unspektakulär) ein neues Zeitalter in der Fotografie eingeläutet. Zu diesem Zeitpunkt wurden 95 % aller Fotos in Großlaboren gefertigt. Die Großlabore führten damals die Technik der automatischen Bildoptimierung ein. In Sekundenbruchteilen wurde jedes (damals analoge) Foto analysiert und manipuliert. Diese Technik konnte in Zehntelsekunden jedes Bild individuell abwedeln, nachbelichten, unscharf maskieren usw.
Die Software, die diesem Verfahren zugrunde lag, benötigte eine jahrelange Feinjustierung (sie musste „trainiert“ werden). Daher entstand im Laufe der Zeit ein allmählicher Übergang zu schließlich völlig anderen Sehgewohnheiten.
Am besten kann man diese Veränderung an einem Vergleich zwischen Fotos der 1980er und 1990er Jahre beobachten. Obwohl sich die Technik des (von den meisten Fotografen benutzten) Kleinbildfilms in dieser Zeitspanne nicht gravierend geändert hat, erkennt man an den Fotos dieser Zeit deutlich den Unterschied.
In den Jahren des Jahrtausendwechsels begann die massenhafte Verbreitung der Digitalfotografie. Um die damals gravierenden Schärfemängel der digitalen Technik zu kaschieren, wurde die gesamte Bildfertigungsstrecke den Nutzerprofilen angepasst.
Ein typisches Beispiel dafür ist das Profil des „Knipsers“: Urlaubs- und Familienmotive sollen in der Größe 10 cm × 15 cm für das Fotoalbum ausgedruckt werden.
Die Drucker wurden so eingestellt, dass sie den Schwarzanteil wesentlich mehr erhöhten, als es notwendig gewesen wäre. Das hatte zur Folge, dass die Bildmotive sehr kräftig und kontrastreich aussahen (Schärfeeindruck). Dadurch wurde gleichzeitig die Schwäche der Drucker kaschiert, zarte Farben nur sehr schlecht drucken zu können. Durch die Beschränkung auf 10 cm × 15 cm wurde der physikalische Schärfemangel digitaler Bilder kaum sichtbar.
Da sich unsere Sehgewohnheit, wie oben erwähnt, inzwischen an die allgegenwärtige, automatisierte Bildoptimierung angepasst hat, spielt die eigentliche Schärfe eines Bildes nur noch eine zweitrangige Rolle – wichtig ist hauptsächlich der Schärfeeindruck.

### Einfluss auf den Schärfeeindruck

Schärfemuster 9: Bei der Wahrnehmung von Schärfe (Schärfeeindruck) spielt die Auflösung eine drittrangige Rolle.

1. Den wichtigsten Einfluss auf den Schärfeeindruck hat die Bildoptimierung.
- Es ist unmöglich, die Rohfassung eines Fotos mit irgendeinem bildgebenden Verfahren darzustellen. In jedem bildgebenden Verfahren entsteht eine Veränderung des Bildes.

Alle Methoden und damit verbundene Geräte (Drucker, Monitore, Ausbelichter …), die Fotos zur Darstellung bringen können, werden bildgebendes Verfahren genannt.
- Die ursächlichste Form, ein Foto in seiner Rohfassung zu sehen, bietet nur das Dia. Aber selbst hier reicht schon die Änderung der Farbtemperatur, mit der das Dia angesehen wird, um den Bildeindruck zu ändern.
- Da ein Foto in jedem Verarbeitungsschritt verändert wird, versucht man diese Veränderung zu steuern (die Bilder zu optimieren).
- In der Profifotografie versucht man die Auswirkungen dieser Veränderungen gering zu halten, indem alle bildverändernden Dinge aufeinander abgestimmt werden (Kalibrierung, Profile, …). Aber auch hier ist die Veränderung vorhanden.

2. Den zweitwichtigsten Einfluss hat die physikalische Schärfe.
- Damit ist die Schärfe der Rohfassung eines Fotos gemeint (Film nach standardisierter Entwicklung oder RAW-Dateiformat einer Digitalkamera). Bis zu diesem Zeitpunkt entscheiden hauptsächlich optische, mechanische und physikalische Effekte der Bilderzeugung (chemisch oder photoelektrisch) über den Schärfeeindruck.

3. Den drittwichtigsten Einfluss hat die Auflösung.
- Die häufigste Annahme ist: viele Pixel = viel Schärfe. Schärfe wird aber vor allem durch die Unterschiede in Helligkeit, Farbe und Sättigung wahrgenommen.
- Natürlich spielt auch die Pixelmenge eine Rolle, diese ist aber drittrangig.

### Beurteilung des Schärfeeindrucks

Schärfemuster 10: Selbsttest zur Beurteilung der Schärfeleistung.
Die beiden linken Motive zeigen Beispiele zum Selbstfotografieren.

Zur Beurteilung des Schärfeeindrucks sind Tests notwendig. Werden diese unter Berücksichtigung der typischen Problembereiche durchgeführt, werden die Mängel sichtbar, die sich gravierend auf die Minderung des Schärfeeindrucks auswirken.
- Beispieltest 1: Im Schärfemuster 10 sind links und mittig zwei Bildmotive zu sehen, die als Muster für eine Aufnahme mit der eigenen Kamera dienen können.

Wichtig sind sehr dunkle und sehr helle Bilddetails, kombiniert mit einer typischen Mischfarbe (Haut).
Von der fertigen Aufnahme muss ein Foto mindestens in der Größe 20 cm × 30 cm gefertigt werden. Dieses Foto muss neben das Original (das Model) gehalten werden.
Wie viele Bilddetails sind in den dunklen und hellen Bildteilen noch sichtbar? Stimmt der Hautton? Gibt es einen Farbstich?
- Beispieltest 2: Von dieser Testdatei muss ein Foto mindestens in der Größe 20 cm × 30 cm gefertigt und mit dem Monitorbild verglichen werden.

Es gibt kein bildgebendes Verfahren ohne Mängel.
Alle Methoden und damit verbundene Geräte (Drucker, Monitore, Ausbelichter, …), die Fotos zur Darstellung bringen können, werden bildgebendes Verfahren genannt.

### Zeichnung
Als Zeichnung bezeichnet man die Erkennbarkeit von Einzelheiten und Strukturen in lokalen Bereichen eines Bildes. Ist keine Zeichnung mehr vorhanden, enthält das Bild in diesen Bereichen statt der Strukturen nur noch kontrastarme Flächen. Zeichnung ist ein Begriff zur subjektiven (Schärfe-)Bewertung eines Fotos.

### Schärfebeispiele
100%ige Kantenschärfe wäre der Idealzustand eines scharfen Fotos – dieses ist aber unmöglich.
Was diesem Ideal (der 100%igen Schärfe) am nächsten kommt, ist die Vektorgrafik. Allerdings können damit nur Linien und Kanten dargestellt werden.
Die Wesensmerkmale von Fotos sind aber:
- weiche Verläufe zwischen den Farben
- Farbflächen mit natürlicher Strukturierung
- Verschmelzungen verschiedener Bildelemente (ohne Kanten, die „wie mit der Schere geschnitten“ aussehen).

Jedes Foto enthält Unschärfe.
Entscheidend für den Eindruck hoher Schärfe ist daher:
- die Anwendung des Fotos (Verwendungszweck, Betrachtungsabstand, Umgebungslicht, …)
- die Erwartung des Betrachters (technische „Perfektion“, hoher Erinnerungswert, „Just for Fun“, …)
- die richtige Mischung zwischen Schärfe und Unschärfe (künstlerische Unschärfe, Bewegungsunschärfe, …)
- die Qualität der Bildoptimierung (physikalische Schärfe beeinflusst nur zu 25 % der Schärfeeindruck)

|  |  |  |

## Kontrast in der Schärfedarstellung

### Kontrast

Schärfemuster 11: Ein kontrastreiches Foto. Das Problem: Je kontrastreicher ein Foto ist, desto weniger Schärfe enthält es. Stattdessen steigt der Schärfeeindruck.

Helligkeitsunterschiede sind die stärksten Unterschiede, die das menschliche Auge in einem Foto wahrnehmen kann. Diese Helligkeitsunterschiede können sowohl global (das ganze Bild betreffend) als auch lokal (zwischen einzelnen Bildelementen) wahrgenommen werden. Diese Unterschiede werden Kontrast genannt. Mit einem hohen Kontrast lässt sich der subjektive Schärfeeindruck erhöhen – meist zu Lasten der physikalischen Schärfe.

### Kontrastumfang

Schärfemuster 12: Würde dieses Foto den Kontrastumfang der Natur besitzen, müsste die Betrachtung blind machen

Der größte Kontrastunterschied in unserem Alltag existiert zwischen tiefster Nacht und gleißendem Sonnenschein. Man spricht hierbei von einem großen Kontrastumfang. Das menschliche Auge passt sich diesem Unterschied durch Öffnen und Schließen der Pupille an. Fotoapparate benutzen durch das Öffnen und Schließen der Blende eine vergleichbare Methode.
Ein hoher Kontrastumfang liefert eine hohe Schärfe – allerdings gibt es kein Bildsystem, das den Kontrastumfang der Natur vollständig in einem Bild fixieren kann. Daher muss der natürliche Kontrastumfang eines Motivs vor der Bildspeicherung reduziert werden.
- In der Alltagsfotografie kann ein durchschnittlicher Kleinbildnegativfilm einen Kontrastumfang (Motivkontrast) von mindestens acht Blendenstufen (ohne nennenswerte Artefaktbildung) aufzeichnen. Zur Verdeutlichung: Das entspricht einem Helligkeitsunterschied von 1:256.
- Einfache Digitalkameras bieten mindestens 6 Blendenstufen Kontrastumfang (ohne nennenswerte Artefaktbildung). Das entspricht einem Helligkeitsunterschied von 1:64. Moderne hochwertige digitale Systemkameras erreichen Kontrastumfänge von 12 bis 13,5 Blendenstufen, was Helligkeitsunterschieden von bis zu mehr als 1:10000 entspricht.[1]

### Kontrastdifferenzierung
Der Kontrastumfang eines Fotos wird mit dem Bereich zwischen hellster und dunkelster Stelle definiert. In der technischen Darstellung werden dazu Schwarz und Weiß benutzt.

Schärfemuster 13: In der Digitalfotografie wird die Zahl der Abstufungen in „bit“ gemessen. Je mehr Abstufungen vorhanden sind, umso mehr Schärfe kann in einem Bild gespeichert werden.

Je nach Anzahl der Differenzierungsstufen ist ein Foto in der Lage, Bildinformationen zu transportieren (= scharf zu sein). In der Digitalfotografie werden meist 8 bit (= 256 Abstufungen pro Farbkanal) benutzt. Damit ist im Alltag ein ausreichendes Maß an Schärfe gewährleistet.

## Erklärungen

### Fotoqualität
> wörtliche Übersetzung: „Beschaffenheit eines Lichtbildes“
Unter Fotoqualität versteht man die Gesamtheit aller Einflussfaktoren, die die Qualität eines Fotos beeinflussen. Die Art der Aufnahme (analog oder digital) hat nur bedingt Einfluss auf die Fotoqualität. Man kann mit alten analogen Kameras, die über keinerlei Elektronik verfügen, exzellente Bilder machen und mit einer teuren Digitalkamera unbrauchbare Schnappschüsse.
Neben der Schärfe, die für Laien oft einziges Qualitätsmerkmal ist, spielen auch viele andere Kriterien eine Rolle:
- technische Parameter: Farbe, Helligkeit, …
- subjektive Parameter: Erwartungshaltung, Erfahrung, …
- Umgebungsbedingungen: Lichtverhältnisse, Präsentationsform, …

Jede Bedingung, die die Fotoqualität beeinflusst, beeinflusst auch die Schärfe. Daher kann die differenzierte Beurteilung von Schärfe exemplarisch für die Beurteilung der Fotoqualität betrachtet werden.

### Komprimierung
> wörtliche Übersetzung: „zusammendrücken“
Würde das Foto einer Kamera mit 10 Millionen Pixeln ohne Komprimierung abgespeichert, würde die Datei 30 Megabyte groß sein. Das entspricht ungefähr der Menge von 20 Fotos, wenn dieselbe Kamera die Fotos mit JPEG-Komprimierung (hoher Qualitätsstufe) speichern würde. Speicherplatz kostet Geld. Daher sind alle Hersteller von Bildsystemen bemüht, die Dateigröße zu reduzieren. Aus diesem Grund wird komprimiert.
Hierbei wird zwischen verlustfreier und verlustbehafteter Komprimierung unterschieden.
- Verlustfreie Komprimierungen reduzieren die Dateigröße auf die Hälfte oder ein Drittel der Originalgröße. Das Problem: Die entstandenen Dateien sind meist nicht universell – es wird eine spezielle Software benötigt.
- Verlustbehaftete Komprimierungen können die Dateigröße auf bis zu 5 % der Originalgröße reduzieren. Möglich wird dies durch das Löschen von nicht dominierenden Bildinformationen. Die entstandenen Dateien sind universell und können von den meisten Computerprogrammen genutzt werden.

Schärfemuster 17: Die zahlreichen Artefakte entstanden fast ausschließlich durch die Verwendung des JPEG-Formats oder wurden dadurch verstärkt. Die meisten im JPEG-Format gespeicherten Bilder enthalten solche Artefakte – allerdings meist in abgeschwächter Form.

Verlustbehaftete Komprimierung ist immer mit einem Schärfeverlust verbunden.

### Bildoptimierung
> sinngemäß für: den Qualitätseindruck eines Fotos verbessern
- Die Bildinformation jedes Digitalfotos wird beeinflusst durch:
  - elementare Grundfunktionen der Kamerasoftware wie Weißabgleich, Gammakorrektur, Komprimierungsverfahren
  - nicht zu verhindernde Schärfeverluste in der Verarbeitungskette, wie
  - Interpolationsverluste zwischen den Pixeln (Dichteinterpolation)
  - Interpolationsverluste innerhalb der Pixel (Farbinterpolation)
  - automatische Optimierung bei der Bildfertigung
  - manuelle Optimierung bei der Bildfertigung

Die Bildoptimierung versucht, jede dieser Veränderungen zu steuern. Die wichtigsten Methoden sind:
- Kanten und Konturen betonen:
  - Unscharfmaskierung
  - Pinselretusche
- Kontrasterhöhung:
  - Korrektur von Härte, Gamma, Gradation, …
- Kontrastumfang erhöhen:
  - selbstleuchtende Projektion (Dia, Beamer, …)
  - Papier hoher Weißheit benutzen (mehr Licht wird reflektiert) und Schwarz hoher Reinheit benutzen (weniger Licht wird reflektiert)
    - Für Tintenstrahldrucker werden spezielle Fotopapiere angeboten. Mit diesen werden die o. g. Voraussetzungen erfüllt.

  - Helligkeiten beeinflussen (Nachbelichtungen, Tonwertspreizungen, …)
    - Bei Tintenstrahldruckern wird generell mehr Schwarz zugemischt, als technisch nötig wäre. Dies dient der Erhöhung des Schärfeeindrucks.
- kontrastreiche Unterschiede schaffen:
  - Hintergrund im Foto ändern
  - Bildrahmen und Präsentationsort ändern
  - und weitere …

Alle genannten Methoden können analog und digital angewendet werden.